# Tunyogi Péter (színművész)
Tunyogi Péter (Tatabánya, 1960. október 19. –) magyar színész.

## Életpálya
Tatabányán született 1960. október 19-én. 1979-ben érettségizett a tatabányai Árpád Gimnáziumban. 1984-ben színészként diplomázott a Színház- és Filmművészeti Főiskolán, Simon Zsuzsa osztályában. Színészi pályáját Debrecenben, a  Csokonai Színházban kezdte. 1987-től az egri Gárdonyi Géza Színház művésze. 2015-ben a Magyar Bronz Érdemkereszt polgári tagozat kitüntetésben részesült.

## Fontosabb színházi szerepei
- Carlo Goldoni: Két úr szolgája... Lombardi
- Carlo Goldoni: Chioggiai csetepaté... Isidoro
- Hubay Miklós – Vas István – Ránki György: Egy szerelem három éjszakája... Bálint
- Szabó Magda: Macskák szerdája... Csokonai
- Alekszandr Nyikolajevics Osztrovszkij: Tehetségek és tisztelők... Meluzov
- Bródy Sándor: A tanítónő... tanító
- Bródy Sándor: A medikus... György, papnövendék
- Pierre-Augustin Caron de Beaumarchais: Figaro házassága... Bazilio
- Arthur Miller: A salemi boszorkányok... Parris tiszteletes
- Arthur Miller: Az ügynök halála... Howard Wagner
- William Shakespeare: Vízkereszt vagy amit akartok... Sebastian
- William Shakespeare: Szentivánéji álom... Lysander
- William Shakespeare: Tévedések vígjátéka... Syracusai Antipholus
- William Shakespeare: Ahogy tetszik... Orlando
- William Shakespeare: III. Richárd... Henrik
- William Shakespeare: Rómeó és Júlia... Páris, ifjú gróf, Escalus herceg rokona
- William Shakespeare: Hamlet... Színészkirály
- George Bernard Shaw: Warrenné mestersége... Samuel Gardner tiszteletes (anglikán lelkész)
- Presser Gábor – Horváth Péter – Sztevanovity Dusán: A padlás... Herceg (szellem, 500 éves)
- Barta Lajos: Szerelem... Komoróczy Jenő
- Rudyard Kipling – Dés László – Geszti Péter: A dzsungel könyve... Ká
- Gárdonyi Géza – Várkonyi Mátyás – Béres Attila: Egri csillagok... Jumurdzsák
- Gárdonyi Géza: A láthatatlan ember... Zéta
- Sütő András: Kalandozások Ihajcsuhajdiában... csillagvitéz
- Bende Ibolya: Játék életre halálra... Ladislav Ambruz
- Robert Thomas: Szegény Dániel... férj
- John Kander – Fred Ebb – Terence McNally: A görkorcsolyapálya... Guy
- John Kander – Fred Ebb – Bob Fosse: Chicago... Aaron ügyvéd
- Szigligeti Ede: Liliomfi... Liliomfi; Swartz, fogadós
- Molnár Ferenc: Az üvegcipő... Császár Pál
- Molnár Ferenc: Játék a kastélyban... Gál
- Molnár Ferenc: A Pál utcai fiúk... Szebenics
- Kálmán Imre: A montmartre-i ibolya... Henry; Rotchild báró
- Heltai Jenő: A néma levente... Beppo
- Vajda Katalin: Legyetek jók, ha tudtok... Herceg (fiatal egyházfi)
- Vajda Katalin: Anconai szerelmesek... Giovanni, a cukrász
- Bacsó Péter: Te rongyos élet... Báró Moskovitz (gyáros)
- Kőrösi Zoltán: Galambok... Doktor
- Sarkadi Imre: Elveszett paradicsom... Gábor, Sebők fia
- Peter Shaffer: Equus... Martin Dysart (pszichiáter)
- James Rado – Gerome Ragni – Galt MacDermot: Hair... Ron
- Lehár Ferenc: Luxemburg grófja... Lord Winchester
- Békés Pál: A félőlény... Csatang
- Békés Pál – Melis László: Dezsavü... Szereplő
- Márton László: Az állhatatlan... Ravaszdi György (asztalnok)
- Márton László: A nagyratörő... Ravaszdi György (asztalnok)
- Márton László: A törött nádszál... Nyirő Pál (váradi prédikátor)
- Eisemann Mihály – Zágon István – Somogyi Gyula: Fekete Péter... Fleuron, nyugalmazott altábornagy
- Eisemann Mihály – Zágon István – Nóti Károly: Hippolyt a lakáj... Makáts, főtanácsos
- Alexandre Dumas: A kaméliás hölgy... Mauriac
- Kertész Lilly – Fábri Péter: Látogatók... Apa, Csősz
- Jean de La Fontaine: Állatmesék... Oroszlán
- Szakcsi Lakatos Béla – Csemer Géza: Cigánykerék... Trallala Géza (bárzongorista)
- Fazekas Mihály – Schwajda György – Éry-Kovács András: Ludas Mátyás... Színpad-mester
- Hans Christian Andersen – Jevgenyij Lvovics Svarc: Hókirálynő... Szarvas
- Huszka Jenő – Martos Ferenc: Gül baba... Gül baba
- Moravetz Levente – Balásy Szabolcs – Horváth Krisztián: A fejedelem... George
- Háy Gyula: Mohács... Bornemissza, budai várkapitány
- George Bernard Shaw: Szent Johanna... Inkvizítor
- Kellér Dezső – Szilágyi László – Harmath Imre – Ábrahám Pál: 3:1 a szerelem javára... Bob Wilkins
- Csiky Gergely: Buborékok... Hámor
- Kocsis István: A fény éjszakája... II. József
- Kocsis István: Tárlat az utcán... Gauguin, Paul
- Vörösmarty Mihály: Csongor és Tünde... Kalmár
- Friedrich Dürrenmatt: Az öreg hölgy látogatása... Tanár
- Móricz Zsigmond – Kocsák Tibor – Miklós Tibor: Légy jó mindhalálig... Gyéres tanár úr
- Móricz Zsigmond: Rokonok... Biszticzay főmérnök
- Görgey Gábor: Görgey... Perczel Mór
- Ulrich Hub: Náthán gyermekei... Náthán
- Tim Rice – Andrew Lloyd Webber: József és a színes szélesvásznú álomkabát... Levi
- Karl Wittlinger: Ismeri a tejutat?... Az orvos
- Gál Elemér: Héthavas gyermekei... Apolt, nagy-gyula, Zándírhám fia
- Antoine de Saint-Exupéry – Zalán Tibor: A kis herceg... Üzletember
- Móra Ferenc: A didergő király... Sutyimutty, a főtanácsnok
- Csukás István – Bergendy István: Süsü, a sárkány... Sárkányfűárus
- Marcel Mithois: A férjvadász... A nagykövet
- Farkas Ferenc: Csínom Palkó... Koháry gróf, császári marsall

## Filmek, tv
- Elcserélt szerelem (1983)
- A rágalom iskolája (1984)
- Szerelem száz háton (1984)
- Mátyás király Debrecenben

## Díjak elismerések
- Magyar Bronz Érdemkereszt (2015)